# Anoplodactylus brasiliensis
Anoplodactylus brasiliensis is een zeespin uit de familie Phoxichilidiidae. De soort behoort tot het geslacht Anoplodactylus. Anoplodactylus brasiliensis werd in 1948 voor het eerst wetenschappelijk beschreven door Hedgpeth. 